# Mangatete (fleuve)
Le fleuve Mangatete (en anglais : Mangatete River ou Mangatete Stream) est un cours d’eau de la région du  Northland de l’île du Nord de la Nouvelle-Zélande.

## Géographie
Il s’écoule vers le nord-ouest à partir de sa source à l’est de la ville de Kaitaia, atteignant le bassin de Rangaunu Harbour (en) à l’est de la ville de Awanui.